# Wurster Nordseeküste
Wurster Nordseeküste är en kommun i Landkreis Cuxhaven i förbundslandet Niedersachsen i Tyskland.
Kommunen bildades 1 januari 2015 genom sammanslagning av de tidigare kommunerna Cappel, Dorum, Midlum, Misselwarden, Mulsum, Nordholz, Padingbüttel och Wremen.